# Swans (EP Swans)
Swans – debiutancki minialbum amerykańskiego zespołu Swans, wydany w 1982 roku w USA przez Labor Records. W 1990 wszystkie utwory z EP (w zmienionej kolejności) dołączono do wersji CD albumu Filth wydanego nakładem Young God Records pod tytułem Filth LP #1 / EP #1. W 2015 Swans wszedł w skład trzypłytowej reedycji Filth (Deluxe Edition), w tym samym czasie ukazała się również winylowa reedycja minialbumu.
Minialbum (określany również jako Speak EP lub EP #1) jest przedstawicielem muzyki post-punkowej, charakteryzuje się minimalistycznymi, transowymi kompozycjami z powtarzającymi się motywami i wysuniętą na pierwszy plan sekcją rytmiczną. Autorem utworów jest Michael Gira.

## Lista utworów
Dane według Discogs:
| Nr | Tytuł utworu     | Długość |
| -- | ---------------- | ------- |
| 1. | „Laugh”          | 4:06    |
| 2. | „Speak”          | 4:31    |
| 3. | „Take Advantage” | 4:28    |
| 4. | „Sensitive Skin” | 6:16    |
|    |                  | 19:21   |

## Twórcy
- Michael Gira – śpiew, gitara basowa, produkcja
- Bob Pezzola – gitara elektryczna
- Daniel Galli-Duani – saksofon
- Jonathan Kane – perkusja
- Susan Martin – śpiew, gitara basowa, producent wykonawczy